# آرتاشس آرزومانیان
آرتاشس (آرگو) نیکولایی آرزومانیان (ارمنی: Արտաշես (Արգո) Նիկոլայի Արզումանյան؛  زادهٔ ۵ مهٔ ۱۸۹۸ - ۲۲ ژوئن ۱۹۵۸) بازیگر اهل ارمنستان بود. وی بین سال‌های - تا - میلادی فعالیت می‌کرد.

## زندگی‌نامه
وی در ۱۷ مه [سبک قدیمی: ۵ مه] ۱۸۹۷ در شوشی به دنیا آمد . وی در تئاتر دولتی ارمنیان باکو، تئاتر دراماتیک ارمنیان استپاناکرت، تئاتر دراماتیک دولتی وارطان آجمیان گیومری فعالیت می‌کرد. وی همچنین برنده جوایزی همچون هنرمند مردمی ارمنستان شوروی (۱۹۷۱) و هنرمند مردمی آذربایجان شوروی (۱۹۵۴) شد. وی در ۲۲ ژوئن ۱۹۵۸ در سن ۶۰ سالگی در لنیناکان درگذشت.

## آثار
- هایراپت آلکساندر شیروانزاده «ناموس»، (۱۹۳۶)
- مینتون آلکساندر شیروانزاده «آشنای مورگان[الف]»، (۱۹۴۹)
- سالاموف ز. زابارلی «در سال ۱۹۰۵»، (۱۹۳۷)
- بالابک نائیری زاریان «نزدیک چشمه[ب]»، (۱۹۵۰)
- ملیک آقا (واغارش واغارشیان «در حلقه[پ]»، (۱۹۵۶)
- نازار درنیک دمیرچیان «نازار شجاع»، (۱۹۶۵)
- اسچاستلیوتسف آلکساندر آستروفسکی «جنگل»، (۱۹۶۸)

## یادداشت
1. ↑  Մորգանի խնամին
2. ↑  Աղբյուրի մոտ
3. ↑  Օղակում